# Jan Stopczyk
Jan Stopczyk (ur. 28 listopada 1958 w Zgierzu) – polski hokeista, olimpijczyk.
Jeden z najlepszych napastników w historii polskiego hokeja na lodzie. Zawodnik Boruty Zgierz (1975–1977), ŁKS Łódź (1977–1979 i 1981–1987), Legii Warszawa (1979–1981), TTH Toruń (1995), HC Bydgoszcz (1996) oraz klubów włoskich i belgijskich. W polskiej lidze podczas 13 sezonów rozegrał 360 meczów, strzelając 245 goli.
Zdobywca Złotego Kija redakcji "Sportu" dla najlepszego hokeisty kraju w sezonie 1986/1987. Zwycięzca "punktacji kanadyjskiej" w tym samym roku oraz król strzelców polskiej ligi w sezonie 1983/1984.
Uczestnik Igrzysk Olimpijskich w Sarajewie (1984) i Calgary (1988) oraz pięciu turniejów o mistrzostwo świata.
Po wygraniu przez Polskę turnieju mistrzostw świata Grupy B w 1985 i uzyskanym awansie do Grupy A został odznaczony Brązowym Medalem za Wybitne Osiągnięcia Sportowe.
Jego syn Paweł uprawia hokej niezawodowo, występuje w amatorskiej drużynie Łódzki Hokej.

## Sukcesy
Reprezentacyjne
- Awans do mistrzostw świata Grupy A: 1985, 1987

Indywidualne
- Mistrzostwa Świata w Hokeju na Lodzie 1987#Grupa B:
  - Skład gwiazd turnieju[3]